# Адавіє Ефендієва

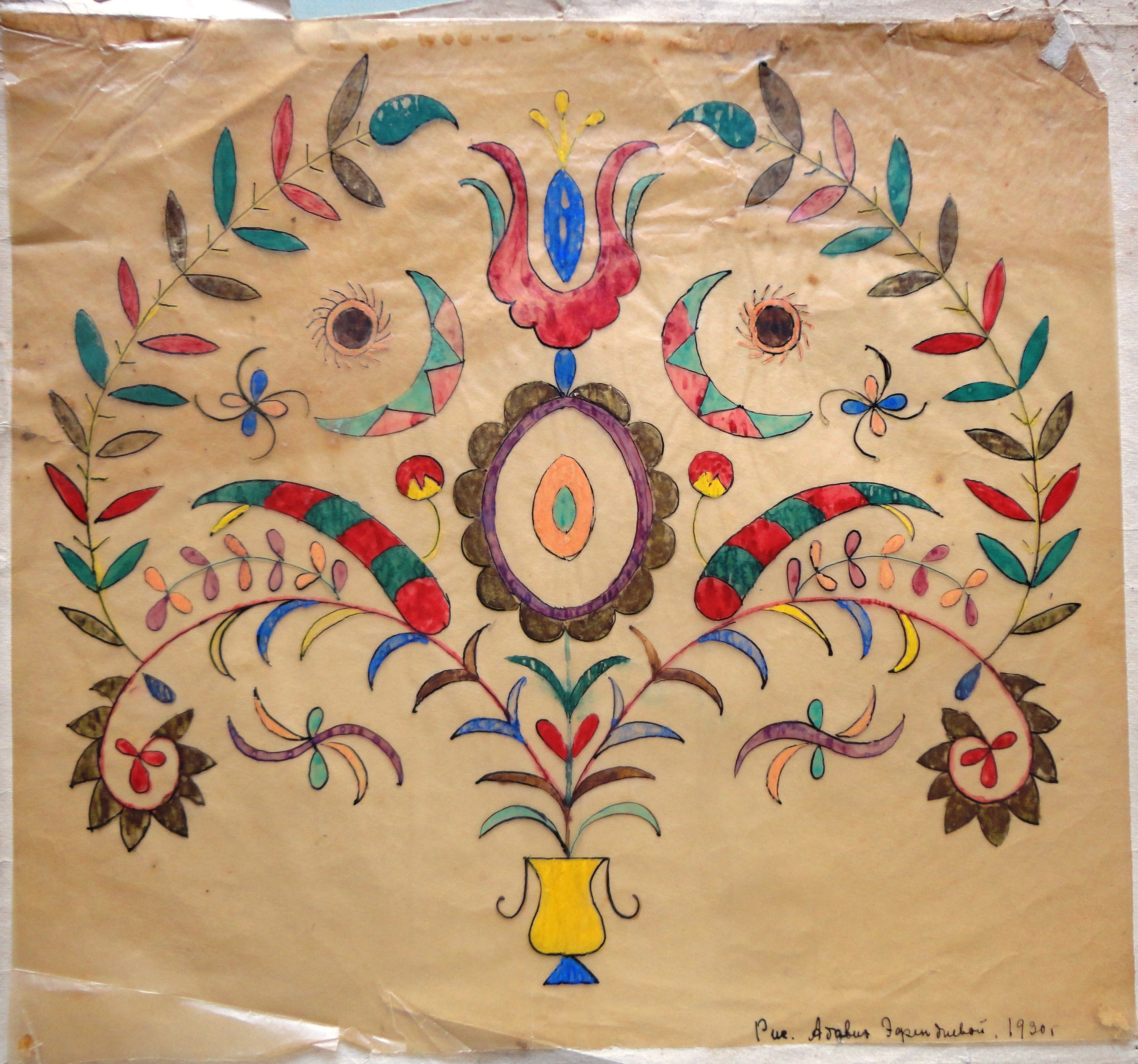
Малюнок Адавіє Ефендієвої (1920)

Адавіє Ефенді́єва (крим. Adaviye Efendiyeva, 1879, Євпаторія — 1944, біля міста Самарканд, Узбекистан) — кримськотатарська художниця-орнаменталістка.

## Біографія
Адавіє Ефендієва народилася 1879 року у місті Євпаторія (тепер — АР Крим), її навчила мистецтва вишивки та ткацтва бабуся. З 1928 року Адавіє була керівником гуртка національної вишивки Євпаторійського музею, а з 1930 року вона працювала артільною робітницею, а потім інструктором вишивки в артілі «Ескі Орнек». До 1937 року вона створила більше 500 орнаментів. Померла 1944 року в дорозі на заслання, недалеко від міста Самарканд, Узбекистан. Реабілітована.

## Творчість
З 1935 року Адавіє брала участь у мистецьких виставках. Вперше її малюнки були представлені на Московській виставці майстрів народного мистецтва татар і караїмів Криму, а також на І Всеросійській виставці самодіяльності в образотворчому мистецтві. Вироби з її орнаментами експонувалися в Європі й США. Адавіє Ефендієва є автором понад 200 орнаментальних композицій. На думку І. Заатова, для її творчості характерні «чіткість малюнка, своєрідна композиція». Серед її учнів є вишивальниці Алієва, Бекірова та інші.

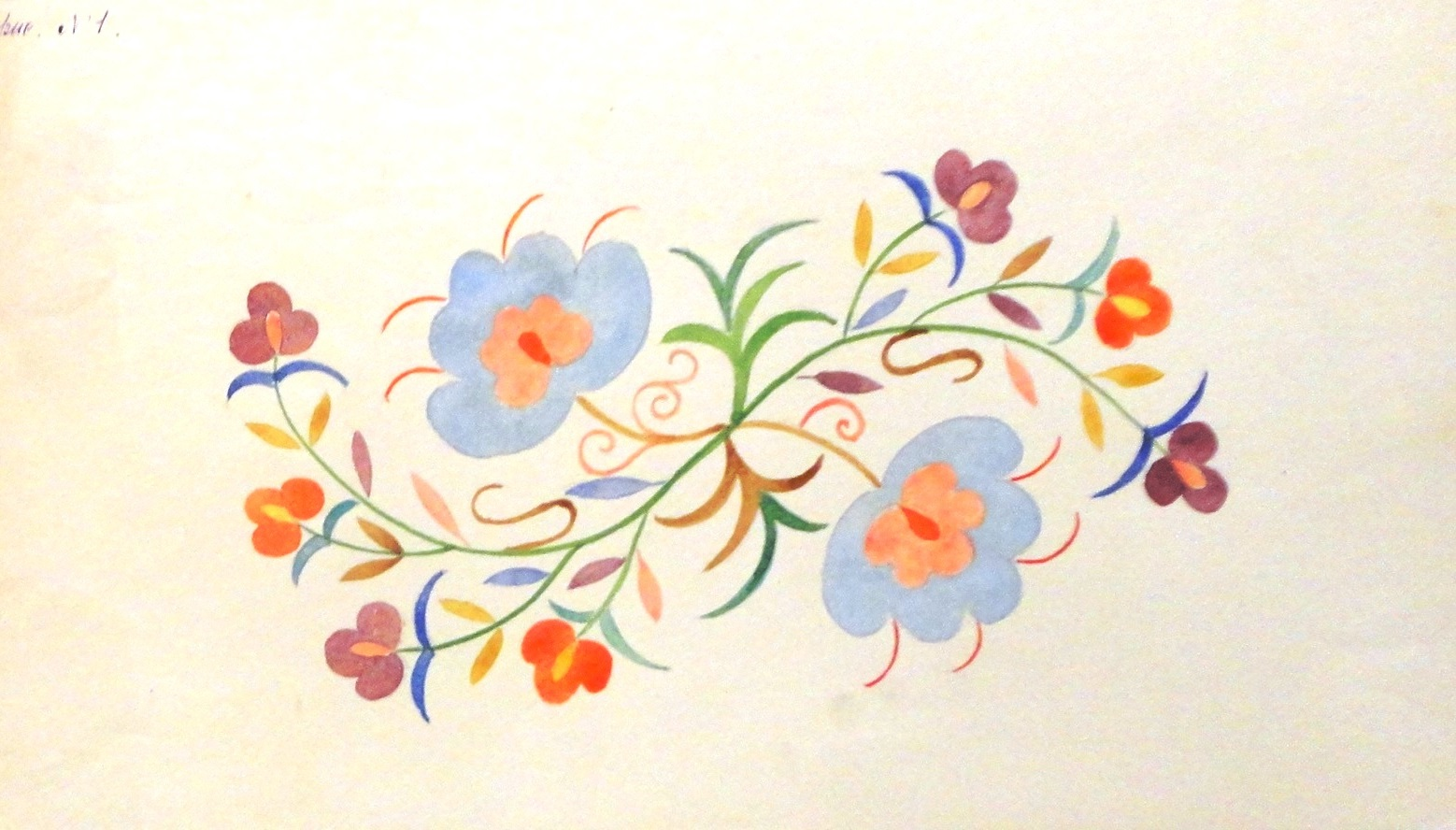
Композиція (червень 1943)
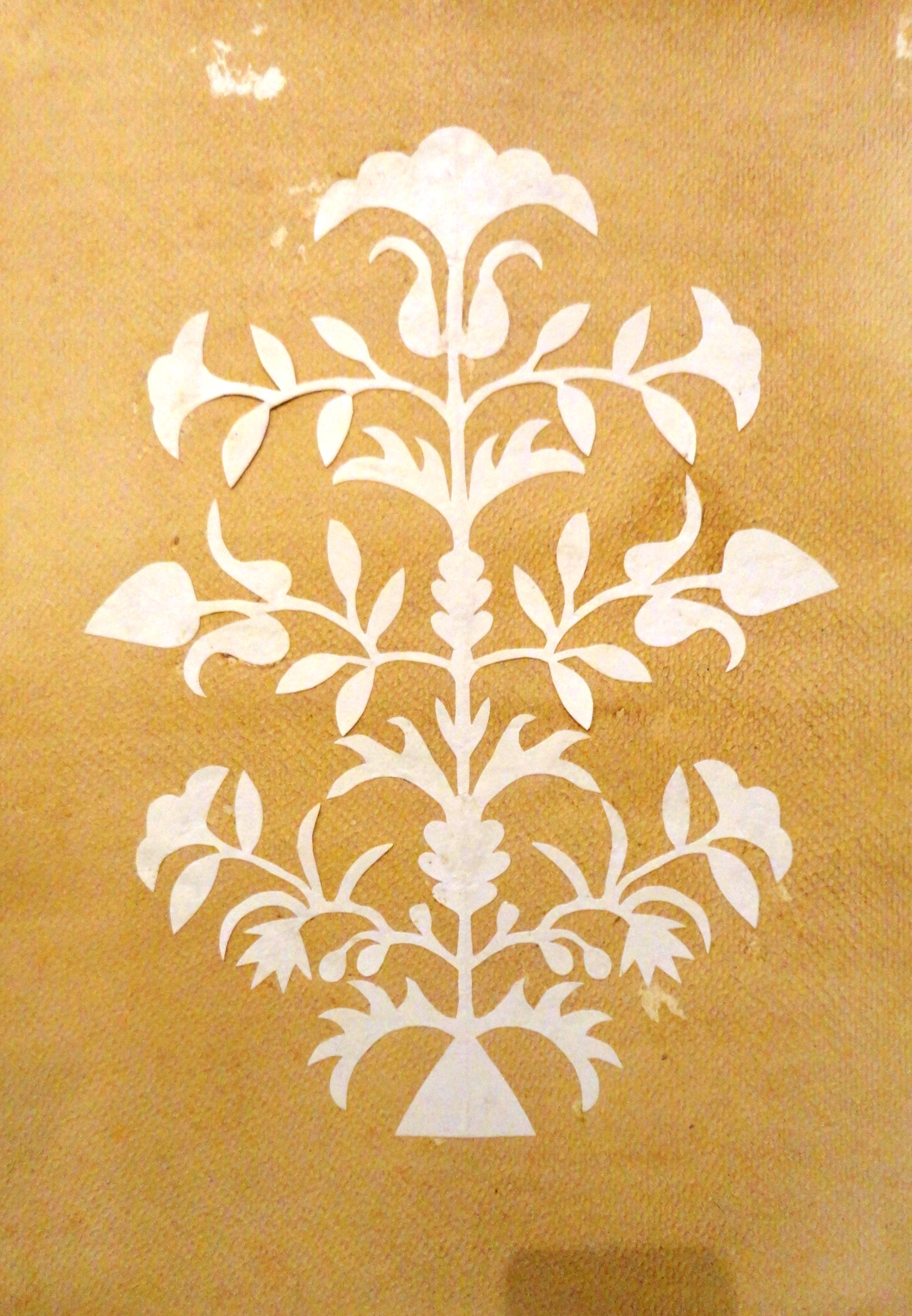
Вирізка (травень 1943)